# 山内一唯
山内 一唯（やまうち かつただ）は、江戸時代前期の武将・旗本。武蔵国指扇山内家（新橋山内家）の祖。

## 略歴
慶長5年（1600年）、遠江国掛川城主であった山内一豊の弟の山内康豊の四男として、掛川にて誕生した。
大坂の陣で戦功を挙げて、元和9年（1623年）に山内本家とは別に武蔵国指扇18ヶ村3千石を与えられて幕府旗本となり、領内の中釘村に陣屋（中釘陣屋、指扇陣屋）を築いた。書院番を勤め、後に酒井忠行の組に加わった。
領内にあった果成寺を実母であった妙玖院の菩提寺とし、妙玖寺と改称した。同寺には一唯以下、一輝、栄松院、法養院（栄松院の母）の墓が残る。
寛文3年（1663年）、死去した。

## 逸話
60歳の時、家臣高村権之丞の妻の妙陽（19歳、2児の母）に惚れ、妙陽に親子夫婦の縁を切らせ側室とした。権之丞父子は家老となり、荒川の堤防の構築を指揮したり、新田の開発をした。一唯の没後も復縁せず、元妻とは主従の関係を崩さなかった。

## 系譜
- 父：山内康豊（1549-1625）
- 母：妙玖院
- 室：小出吉英長女
- 継室：栄松院
  - 次男：山内一俊（1649-1675）
- 生母不明の子女
  - 長男：山内一輝（1638-1664）
  - 女子

一唯の死後、旗本山内家は嫡男の一輝が相続したが、翌年に一輝が26歳で病没したため弟の一俊が相続した。しかし一俊も27歳で死去したため、一俊の長男豊房がわずか4歳で相続した。一方その頃、山内本家である土佐藩4代藩主の山内豊昌に嗣子が無かったため、元禄元年（1688年）2月に豊房が本家の養子となることとなり、元禄13年（1700年）に豊昌が死去したため、土佐藩主となった。豊房が養子となった際に指扇領は幕府に返上したため、豊隆らの実弟がいたが旗本家である指扇領山内家（新橋山内家）は断絶している。豊房も35歳で嗣子なくして没したため、弟の豊隆が藩主となった。
指扇は所領ではなくなったが、妙玖寺は上記の縁により以降は土佐藩山内家から保護を受けた。